# Musa griersonii
Musa griersonii là một loài thực vật có hoa trong họ Musaceae. Loài này được Noltie miêu tả khoa học đầu tiên năm 1994.